# 波赫拉·博伊沙赫

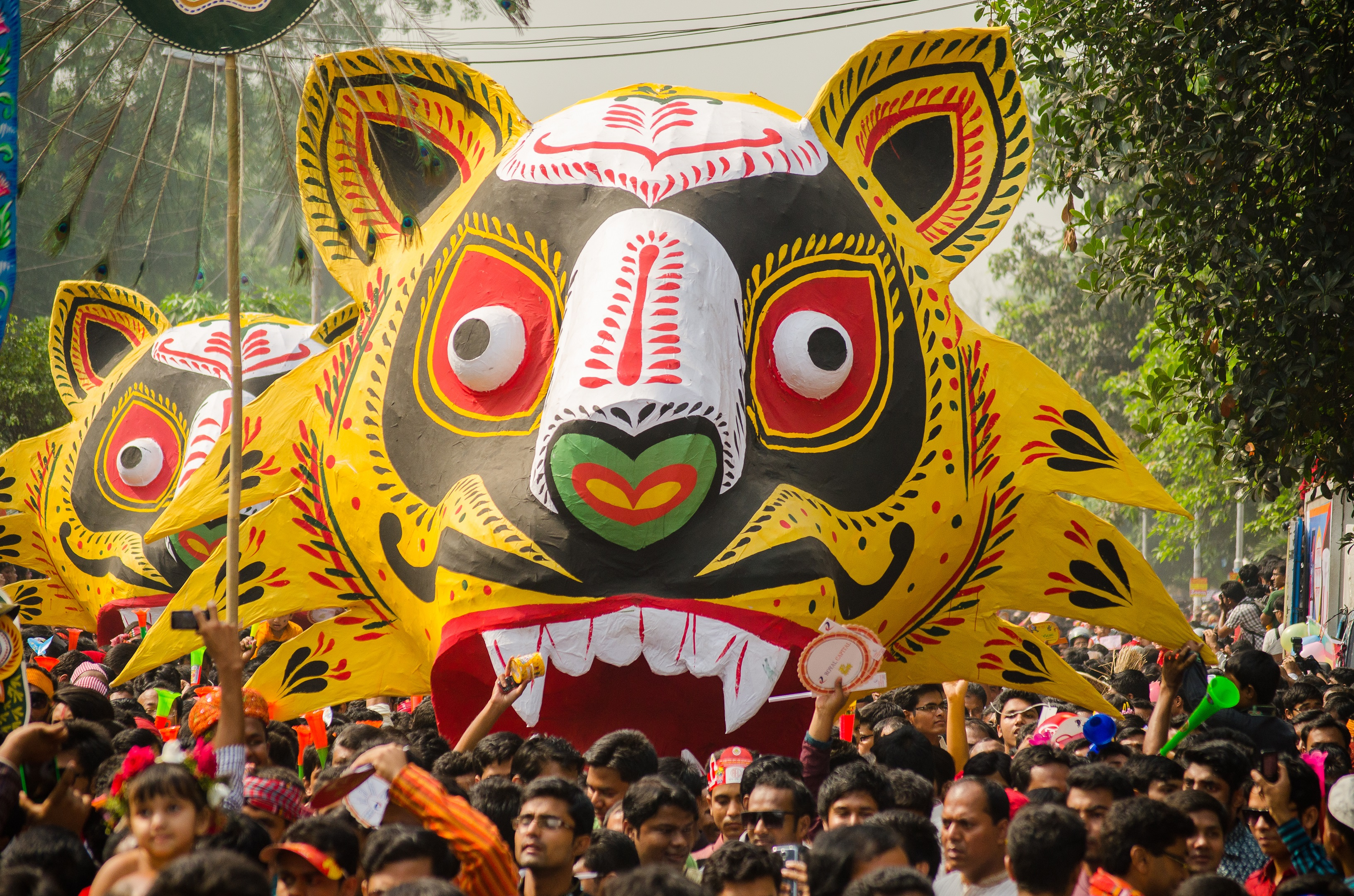
波赫拉·博伊沙赫期間的慶祝活動

波赫拉·博伊沙赫 又稱孟历新年，是孟加拉历中的一年的第一天。孟加拉国境內的孟加拉历新年第一天為公曆的4月14日，印度西孟加拉邦、特里普拉邦、贾坎德邦和阿萨姆邦的孟加拉人使用的孟加拉历中的新年第一天是公曆的4月15日。 